# نويفو (كاليفورنيا)
نويفو (بالإنجليزية: Nuevo CDP, California)‏ هي منطقة سكنية تقع بولاية كاليفورنيا في الولايات المتحدة. تبلغ مساحتها 17.538 كم2، وترتفع عن سطح البحر 454 م، بلغ عدد سكانها 6,447 نسمة في عام 2010 حسب إحصاء مكتب تعداد الولايات المتحدة وتصل الكثافة السكانية فيها 367.6 نسمة لكل كيلومتر مربع (952.1/ميل2).

## التركيبة السكانية
حدّد مكتب تعداد الولايات المتحدة بيانات التركيبة السكانية لنويفو في تعداد الولايات المتحدة. في ما يلي، التركيبة السكانية حسب تعدادي 2000 و2010.

### تعداد عام 2000
بلغ عدد سكان نويفو 4,135 نسمة بحسب تعداد عام 2000، وبلغ عدد الأسر 1,302 أسرة وعدد العائلات 1,077 عائلة مقيمة في المنطقة السكنية. في حين سجلت الكثافة السكانية 235.8 نسمة لكل كيلومتر مربع (610.7/ميل2). وبلغ عدد الوحدات السكنية 1,379 وحدة بمتوسط كثافة قدره 78.6 لكل كيلومتر مربع (203.6/ميل2).
وتوزع التركيب العرقي للمنطقة السكنية بنسبة 75.57% من البيض و2.08% من الأمريكيين الأفارقة و0.97% من الأمريكيين الأصليين و1.31% من الأمريكيين ذوي الأصول الآسيوية و0.02% من سكان جزر المحيط الهادئ و16.88% من الأعراق الأخرى و3.17% من عرقين مختلطين أو أكثر و29.38% من الهسبانيون أو اللاتينيون من أي عرق.
بلغ عدد الأسر 1,302 أسرة كانت نسبة 47.8% منها لديها أطفال تحت سن الثامنة عشر تعيش معهم، وبلغت نسبة الأزواج القاطنين مع بعضهم البعض 69.4% من أصل المجموع الكلي للأسر، ونسبة 9% من الأسر كان لديها معيلات من الإناث دون وجود شريك،  بينما كانت نسبة 4.4% من الأسر لديها معيلون من الذكور دون وجود شريكة وكانت نسبة 17.3% من غير العائلات. تألفت نسبة 13.1% من أصل جميع الأسر من عدة أفراد يعيشون في نفس المنزل ونسبة 6% كانت تتألف من شخص يعيش بمفرده يبلغ من العمر 65 عاماً أو أكثر. وبلغ متوسط حجم الأسرة المعيشية 3.16، أما متوسط حجم العائلات فبلغ 3.45.
بلغ العمر الوسطي للسكان 35.8 عاماً. وكانت نسبة 31.8% من القاطنين تحت سن الثامنة عشر، وكانت نسبة 6.9% بين الثامنة عشر والرابعة والعشرين عاماً، ونسبة 27.4% كانت واقعةً في الفئة العمرية ما بين الخامسة والعشرين والرابعة والأربعين عاماً، ونسبة 22% كانت ما بين الخامسة والأربعين والرابعة والستين، ونسبة 11.3% كانت ضمن فئة الخامسة والستين عاماً فما فوق. يوجد لكل 100 أنثى 99.4 ذكر، ويوجد لكل 100 أنثى في الثامنة عشر من عمرها فما فوق 96.9 ذكر.
بلغ متوسط دخل الأسرة في المنطقة السكنية 49,129 دولارًا، أما متوسط دخل العائلة فبلغ 51,059 دولارًا. وكان متوسط دخل الذكور 40,321 دولارًا مقابل 26,337 دولارًا للإناث. وسجل دخل الفرد الخاص بالمنطقة السكنية 17,897 دولارًا. وكانت نسبة 7.3% من العائلات ونسبة 10.2% من السكان تحت خط الفقر، وكان من هؤلاء نسبة 15.5% تحت سن الثامنة عشر ونسبة 6.2% في الخامسة والستين من العمر وما فوق.

### تعداد عام 2010
بلغ عدد سكان نويفو 6,447 نسمة بحسب تعداد عام 2010، وبلغ عدد الأسر 1,795 أسرة وعدد العائلات 1,504 عائلة مقيمة في المنطقة السكنية. في حين سجلت الكثافة السكانية 367.6 نسمة لكل كيلومتر مربع (952.1/ميل2). وبلغ عدد الوحدات السكنية 1,963 وحدة بمتوسط كثافة قدره 111.9 لكل كيلومتر مربع (289.8/ميل2).
وتوزع التركيب العرقي للمنطقة السكنية بنسبة 62.21% من البيض و1.75% من الأمريكيين الأفارقة و1.41% من الأمريكيين الأصليين و1.27% من الأمريكيين ذوي الأصول الآسيوية و0.25% من سكان جزر المحيط الهادئ و28.08% من الأعراق الأخرى و5.03% من عرقين مختلطين أو أكثر و54.51% من الهسبانيون أو اللاتينيون من أي عرق.
بلغ عدد الأسر 1,795 أسرة كانت نسبة 48.6% منها لديها أطفال تحت سن الثامنة عشر تعيش معهم، وبلغت نسبة الأزواج القاطنين مع بعضهم البعض 65.6% من أصل المجموع الكلي للأسر، ونسبة 11.4% من الأسر كان لديها معيلات من الإناث دون وجود شريك،  بينما كانت نسبة 6.8% من الأسر لديها معيلون من الذكور دون وجود شريكة وكانت نسبة 16.2% من غير العائلات. تألفت نسبة 12.2% من أصل جميع الأسر من عدة أفراد يعيشون في نفس المنزل ونسبة 4.5% كانت تتألف من شخص يعيش بمفرده يبلغ من العمر 65 عاماً أو أكثر. وبلغ متوسط حجم الأسرة المعيشية 3.59، أما متوسط حجم العائلات فبلغ 3.87.
بلغ العمر الوسطي للسكان 32.9 عاماً. وكانت نسبة 30% من القاطنين تحت سن الثامنة عشر، وكانت نسبة 10.7% بين الثامنة عشر والرابعة والعشرين عاماً، ونسبة 24.7% كانت واقعةً في الفئة العمرية ما بين الخامسة والعشرين والرابعة والأربعين عاماً، ونسبة 25.1% كانت ما بين الخامسة والأربعين والرابعة والستين، ونسبة 9.5% كانت ضمن فئة الخامسة والستين عاماً فما فوق. وتوزع التركيب الجنسي للسكان بنسبة 50.1% ذكور و49.9% إناث.